# Bruce Grobbelaar
Bruce David Grobbelaar (Durban, 6 ottobre 1957) è un ex calciatore e allenatore di calcio zimbabwese, di ruolo portiere.

## Biografia
Nato a Durban, in Sudafrica, da genitori afrikaner, dopo due mesi di vita si è trasferito nello Zimbabwe (allora Rhodesia). Nonostante il divorzio dei genitori quando lui aveva dieci anni, ha avuto, a suo dire, una bellissima infanzia.
Nel 1983 si è sposato con Debbie (tre mesi dopo averla conosciuta), da cui ha divorziato nel 2008. Da lei ha avuto due figlie di nome Tahli (1985) e Olivia (1989).

## Carriera

### Giocatore

#### Club

##### Gli inizi
Da ragazzo Bruce Grobbelaar era un giocatore di cricket: gli fu pronosticato un futuro nel baseball e offerto di affinare la tecnica negli Stati Uniti. Il calcio era, tuttavia, lo sport per il quale il giovane Bruce nutriva le maggiori ambizioni e a cui ha iniziato a giocare a 7 anni: ancora minorenne, firmò un contratto per la squadra sudafricana del Jomo Cosmos, che lasciò, però, ben presto lamentandosi di essere stato sottoutilizzato a causa della discriminazione – a suo dire – di cui era stato fatto parte, lui bianco, da una squadra composta quasi esclusivamente di calciatori neri. Ha anche praticato rugby.
Nel 1977, dopo aver lasciato i Cosmos, entrò nella Guardia Nazionale Rhodesiana (Rhodesia essendo il nome che aveva a quei tempi lo Zimbabwe). Combatté sul campo la guerra civile di Rhodesia, un'esperienza che lo segnerà profondamente. Come racconterà in futuro il calcio fu un antidoto vincente contro la depressione creatasi in lui, in seguito ad un così cruento vissuto. Congedatosi nel 1979, fu ingaggiato dalla squadra canadese dei Vancouver Whitecaps.
A Vancouver Grobbelaar ebbe come allenatore l'ex portiere del Blackpool e della nazionale inglese Tony Waiters. Debuttò nella Lega nordamericana nel 1980 contro i Seattle Sounders. Benché fosse la riserva di Phil Parkes, altro portiere inglese, durante un viaggio in Gran Bretagna presso alcuni amici di famiglia, ricevette una telefonata da Ron Atkinson che gli propose un provino con il West Bromwich Albion. Atkinson rimase soddisfatto del provino ma dovette rinunciare a tesserare Grobbelaar per via di problemi burocratici relativi alla concessione del permesso di lavoro nel Regno Unito. Grobbelaar tornò in Canada per la stagione 1980-1981, venendo ceduto quasi subito in prestito alla squadra inglese del Crewe Alexandra, nella quale giocò 24 partite e segnò – su calcio di rigore – l'unico gol della sua carriera.

##### Liverpool

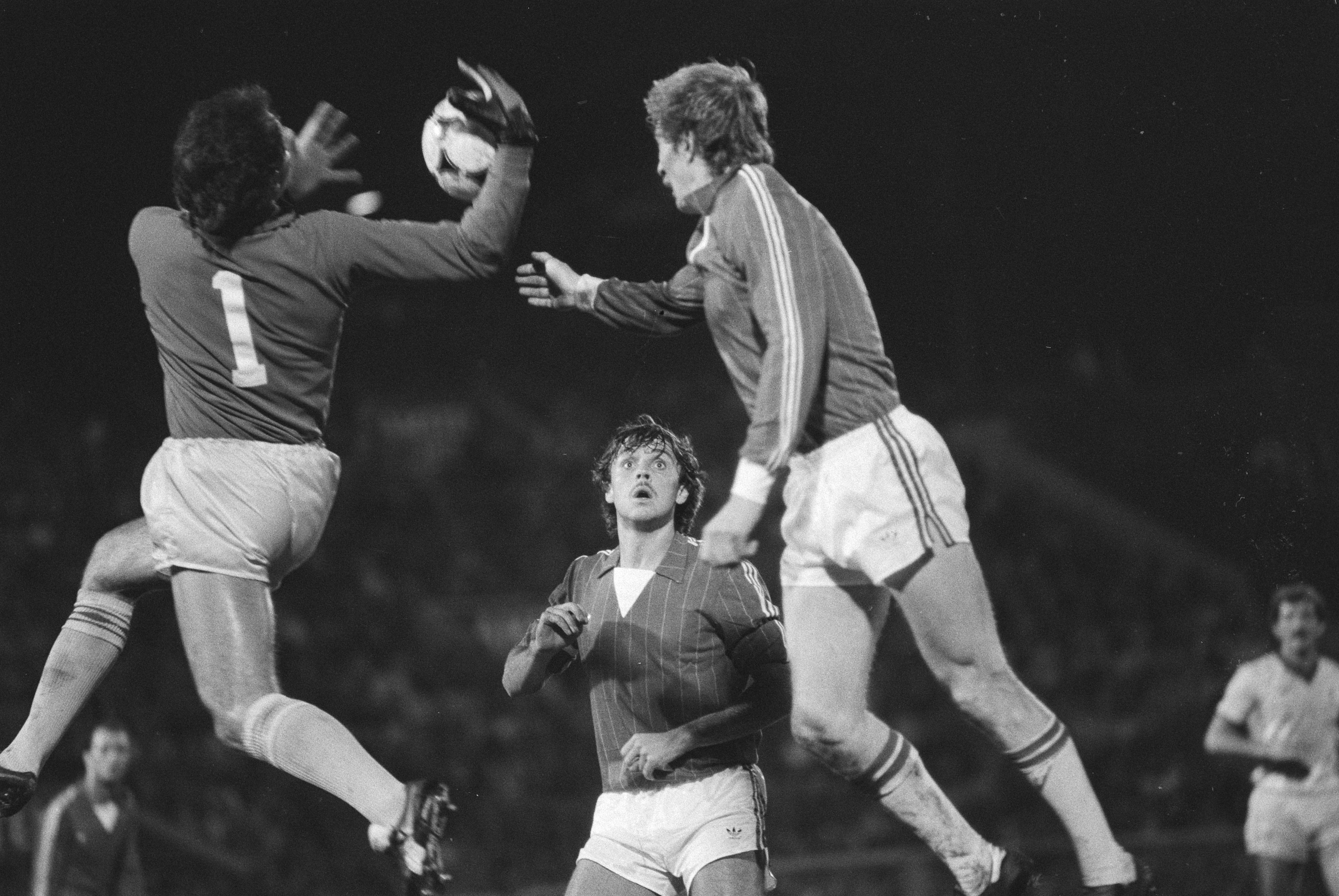
Un'uscita del numero uno liverpooliano Grobbelaar contro i rivali dell', nella trasferta di Amsterdam valevole per la Coppa dei Campioni 1981-1982.

Durante una partita, fu notato da Tom Saunders, talent scout per conto del Liverpool. Mentre il club inglese stava valutandone l'ingaggio, Grobbelaar era tornato ancora una volta in Canada per fine prestito. I dirigenti del Liverpool contattarono Tony Waiters per comunicargli la loro intenzione di portare Grobbelaar ad Anfield e Waiters, che già aveva lavorato in passato con i Reds, diede il suo permesso. Ingaggiato ad agosto del 1981 come secondo di Ray Clemence, Grobbelaar avrebbe presto trovato la sua occasione grazie al trasferimento del titolare al Tottenham. Il debutto con il club arriva al secondo anno il 29 agosto 1981 nella sconfitta per 1-0 contro il Wolverhampton.
Il periodo inglese del Liverpool (squadra che in quegli anni vinceva molti trofei) fu il più ricco di soddisfazioni professionali per Grobbelaar, che nella sua prima stagione vinse subito il double campionato-Coppa di Lega (1981-1982) e, nella stagione successiva, il treble campionato-Coppa di Lega-Charity Shield.
Ma è nel 1984 che Grobbelaar salì alla ribalta internazionale europea: incassata la terza accoppiata consecutiva campionato-Coppa di Lega, il Liverpool volò in Italia per disputare il 30 maggio la finale di Coppa dei Campioni allo Stadio Olimpico proprio contro la squadra di casa della Roma. La partita finì 1-1 dopo i tempi supplementari (15' Neal, 44' Pruzzo) e fu necessario, per la prima volta nella storia della competizione, ricorrere ai tiri di rigore per designarne il vincitore. Il primo rigore degli inglesi, battuto da Steve Nicol, finì alto, e, mentre i suoi compagni Neal, Souness, Rush e Alan Kennedy dal dischetto gonfiavano in sequenza la rete di Franco Tancredi, Grobbelaar si rese protagonista mostrando atteggiamenti da sbruffone, strizzando l'occhio ai fotografi appostati dietro la linea di fondo, mordendo le corde della rete come se fossero spaghetti e danzando dinoccolatamente sulla linea di porta. Se il trucco non funzionò con Di Bartolomei e Righetti, che realizzarono i rispettivi rigori, invece l'esperto Conti perse la concentrazione e tirò alto, e lo stesso accadde a Graziani. Il Liverpool vinse 5-3 e si prese la Coppa per la quarta volta, la seconda allo Stadio Olimpico dopo quella del 1977, e Bruce Grobbelaar divenne il primo calciatore africano a vincere la massima competizione europea. Ventuno anni dopo, nel 2005 a Istanbul, nella finale di Champions League tra Liverpool e Milan, il portiere dei Reds Jerzy Dudek si sarebbe ispirato proprio a Grobbelaar nel suo show durante i tiri di rigore, che fruttarono al Liverpool la sua quinta Coppa.

Il rigore di Francesco Graziani contro Grobbelaar nella finale del 30 maggio 1984 tra Liverpool e

L'atteggiamento di Grobbelaar non fu esente da critiche, ma la sua risposta alle critiche fu che, avendo egli combattuto nella guerra civile in Rhodesia, poteva ben dire che, al confronto, il calcio non era una cosa così importante come molti pretendevano che fosse. Per tale ragione non si fece mai scrupolo di rimbrottare i suoi difensori qualora essi, distraendosi, gli avessero liberato qualche attaccante avversario davanti, come gli capitò di fare nei confronti di Jim Beglin, ferocemente insultato durante la finale della Coppa d'Inghilterra del 1986.
In occasione della tristemente famosa finale di Bruxelles della Coppa dei Campioni 1984-1985 contro la Juventus, in cui trentanove tifosi rimasero uccisi per la violenza di numerosi hooligan al seguito della squadra inglese, Grobbelaar, come molti suoi compagni, meditò di lasciare il calcio, salvo poi decidere di continuare, anche se, in conseguenza della strage avvenuta allo stadio, il Liverpool subì un bando di sei stagioni da tutte le competizioni europee. Grobbelaar rimase fino al 1994 come titolare fisso, a parte un'assenza nel 1988 dovuta a una forma di meningite che rischiò seriamente di compromettere la funzionalità del suo braccio destro e gli fece saltare quasi tutta la stagione. In totale, nelle tredici stagioni in cui rimase a Liverpool sotto tre allenatori quali Bob Paisley, Joe Fagan e Kenny Dalglish, il portiere vinse sei campionati nazionali (1981-1982, 1982-1983, 1983-1984, 1985-1986, 1987-1988 e 1989-1990), tre FA Cup (1985-1986, 1988-1989 e 1991-1992), tre Coppe di Lega (1981-1982, 1982-1983 e 1983-1984), una Coppa dei Campioni (1983-1984) e cinque Charity Shield (1983, 1987, 1989, 1990 e 1991).
Con l'arrivo di David James a Liverpool l'esperienza di Grobbelaar al Liverpool sembrò essere arrivata alla fine. Nella stagione 1992-1993, in effetti, causa le sue continue insistenze per giocare con la nazionale dello Zimbabwe, Grobbelaar scese in campo per il Liverpool in 6 partite e trascorse la seconda parte della stagione in prestito allo Stoke City. Nella stagione successiva Grobbelaar si riprese il posto da titolare, che tenne fino al 28 febbraio 1994, il giorno in cui si infortunò seriamente contro il Leeds. Quella fu l'ultima presenza con il Liverpool.

##### Ultimi anni
Nell'estate del 1994 si trasferì al Southampton. Quell'anno dovette affrontare la pesante accusa – lanciata dal tabloid Sun – di combine relativa ai tempi del Liverpool. Secondo il giornale britannico Grobbelaar avrebbe scommesso sulle sconfitte della propria squadra, e a sostegno di tali accuse fu prodotta una registrazione video nella quale egli parlava di risultati "aggiustati". Fu formalmente accusato di associazione a delinquere finalizzata alla corruzione insieme al portiere del Wimbledon FC Hans Segers, all'attaccante dell'Aston Villa John Fashanu e all'uomo d'affari malese Heng Suan Lim. Grobbelaar si difese sostenendo che in realtà stava raccogliendo prove della corruzione dei suoi colleghi: dopo due processi in cui la giuria non raggiunse un verdetto unanime, lui e gli altri coimputati vennero assolti nel novembre del 1997. A seguito dell'assoluzione Grobbelaar querelò il Sun per diffamazione e il tribunale condannò il tabloid a pagare 85 000 sterline per risarcimento danni. Il Sun ricorse in appello e la controversia finì davanti alla commissione Giustizia della Camera dei Lord. Questa decise, contrariamente al tribunale, che, pur non essendoci prove contro Grobbelaar, tuttavia vi erano fondati motivi di dubitare della sua onestà. Al portiere fu riconosciuto un risarcimento danni di una sterlina, e un rimborso spese legali nei confronti del Sun pari a 500 000 sterline. Così Lord Bingham of Cornhill, presidente della Commissione, commentò:
«La fattispecie di reato di diffamazione protegge coloro la cui reputazione è stata illegalmente danneggiata. Protegge poco, o nulla, coloro che non hanno alcuna reputazione meritevole di tutela legale. Fino al 9 novembre 1994, quando il giornale pubblicò il primo articolo contro di lui, la reputazione del ricorrente in appello era specchiata. Ma questi ha poi agito in una maniera in cui nessun calciatore onesto agirebbe mai, in una maniera, oltretutto, che mina alle fondamenta l'integrità di un gioco che riscuote la lealtà e il sostegno di milioni di persone».
Siccome non era in grado di pagare quella cifra, Grobbelaar fu dichiarato fallito dal tribunale. Per via di questa vicenda rescisse il proprio contratto con i Saints. Da lì in poi giocò in molte squadre delle serie minori inglesi prima di ritirarsi nel 1999. Tornò a giocare nell'Hellenic nel 2001, ritirandosi a fine anno dopo 1 gara disputata all'età di 44 anni; con questo era diventato il calciatore più vecchio ad avere giocato una gara nel campionato sudafricano. Il record è stato successivamente battuto da Andre Arendse nel 2013.

#### Nazionale
Durante la militanza al Liverpool, Grobbelaar aveva iniziato a giocare per la nazionale dello Zimbabwe, con la quale dal 1980 al 1998 giocò in totale 21 partite, tutte contro avversarie africane (tra le squadre incontrate più frequentemente Sudafrica, Angola e Togo). Gli incontri riguardarono principalmente la Coppa d'Africa o le qualificazioni CAF al campionato del mondo.
Esordì con la Rhodesia nel 1977, a 19 anni d'età, in un'amichevole contro il Sudafrica. Giocò le eliminatorie del campionato del mondo 1982 e del campionato del mondo 1986.
Tornato in nazionale nel 1992 dopo un'assenza di alcuni anni, fece parte della nazionale zimbabwese che andò vicina alla qualificazione al campionato del mondo 1994 sotto la guida di Reinhard Fabisch. Continuò a militare in nazionale fino al 1998, quarantunenne. In due riprese fu anche allenatore-giocatore della nazionale.

### Allenatore

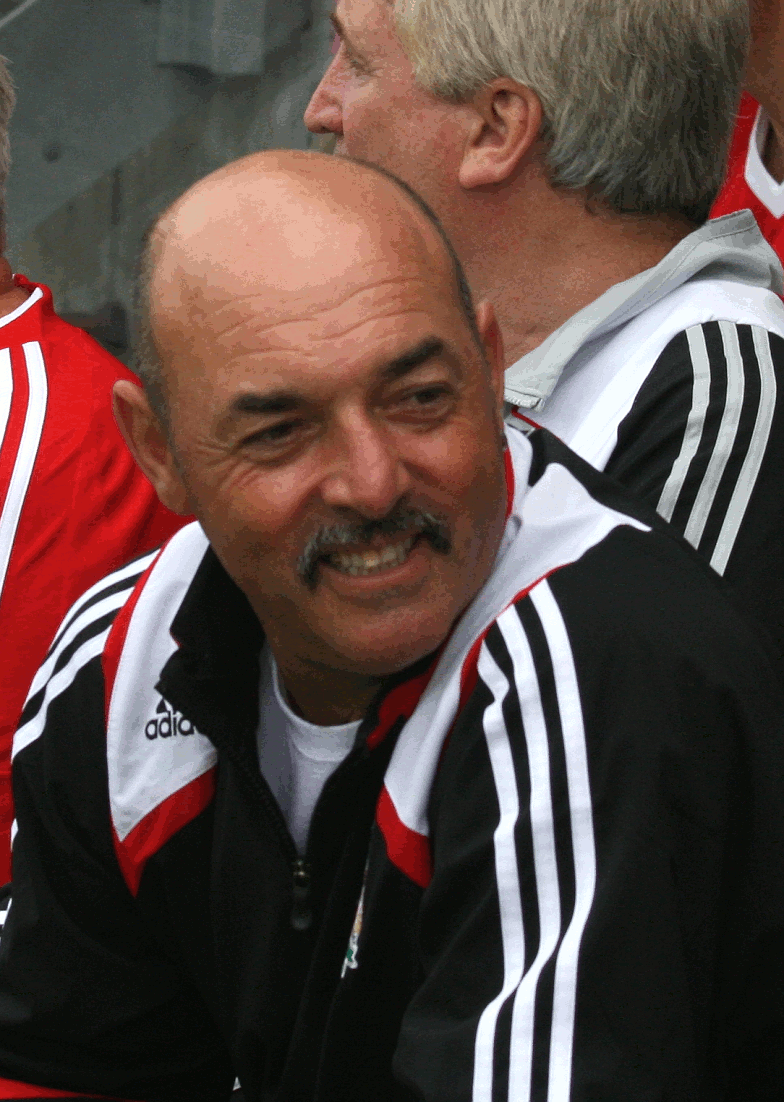
Grobbelaar nel 2008

Tornato in Sudafrica, Grobbelaar intraprese la carriera di allenatore con alterne fortune. Riuscì anche, nel 1999, a portare il Seven Stars dalla zona retrocessione al quarto posto finale del campionato. In due riprese fu anche allenatore-giocatore della nazionale dello Zimbabwe. Nel 2006 Grobbelaar è tornato in Inghilterra per giocare una riedizione della finale della Coppa d'Inghilterra di vent'anni prima contro l'Everton, a favore di un'associazione per la ricerca sul cancro. Per la cronaca, la partita è stata vinta dalle vecchie glorie del Liverpool per 1-0.
Il 3 luglio 2020 è stato reso noto che Grobbelaar sarebbe entrato nello staff tecnico dell'allenatore Bryant Lazaro all'Øygarden, compagine norvegese militante in 1. divisjon, secondo livello del campionato locale.

## Palmarès

### Giocatore

#### Club

##### Competizioni nazionali
- Campionato inglese: 6

Liverpool: 1981-1982, 1982-1983, 1983-1984, 1985-1986, 1987-1988, 1989-1990
- Coppa d'Inghilterra: 3

Liverpool: 1985-1986, 1988-1989, 1991-1992
- Coppa di Lega inglese: 3

Liverpool: 1981-1982, 1982-1983, 1983-1984
- Charity Shield: 5

Liverpool: 1982, 1986, 1988, 1989, 1990

##### Competizioni internazionali
- Coppa dei Campioni: 1

Liverpool: 1983-1984